# Stictea macropetana
Stictea macropetana (tên tiếng Anh: Eucalyptus Leafroller) là một loài bướm đêm thuộc họ Tortricidae. Nó là loài bản địa của Úc, nhưng là loài được đưa vào New Zealand, nơi nó được ghi nhận lần đầu vào năm 1921.
Sải cánh dài 13–19 mm.
Ấu trùng ăn lá, hoa của các loài Eucalyptus microcorys, Eucalyptus nitens, Eucalyptus fastigata, Eucalyptus saligna, Eucalyptus cladocalyx, Eucalyptus baxteri, Eucalyptus muelleriana, Eucalyptus obliqua, Eucalyptus globoidea, và Eucalyptus regnans. 